# Vici (Oklahoma)
Vici es un pueblo ubicado en el condado de Dewey en el estado estadounidense de Oklahoma. En el año 2010 tenía una población de 	699 habitantes y una densidad poblacional de 635,45 personas por km².

## Geografía
Vici se encuentra ubicado en las coordenadas 36°8′53″N 99°17′57″O / 36.14806, -99.29917 (36.148180, -99.299259).

## Demografía
Según la Oficina del Censo en 2000 los ingresos medios por hogar en la localidad eran de $24,265 y los ingresos medios por familia eran $36,250. Los hombres tenían unos ingresos medios de $29,091 frente a los $17,500 para las mujeres. La renta per cápita para la localidad era de $13,267. Alrededor del 14.3% de la población estaban por debajo del umbral de pobreza.